# Hồng Trúc
Hồng Trúc (sinh năm 1964) là một ca sĩ hải ngoại nổi danh với dòng nhạc vàng và nhạc trữ tình.

## Cuộc đời
Tên là Hồ Thủy Tiên, nghệ danh là Hồng Trúc, sinh năm 1974 tại Sài Gòn, quê ở miền Nam. Cô được biết đến như là học trò ưu tú của cố ca nhạc sĩ Duy Khánh và không ai có thể hiểu tiếng hát Hồng Trúc hơn thầy Duy Khánh.
Năm 1985, cô vượt biên sang Hoa Kỳ định cư tại thành phố Westminster, California. Trong thời gian này, cô thường nghe nhạc của các ca sĩ hải ngoại như Giao Linh, Hoàng Oanh, Phương Dung, Hương Lan,... Sau khi đạt giải nhất trong một cuộc thi tiếng hát karaoke tại tiểu bang California vào năm 1995, hai năm sau cô cộng tác với trung tâm Ca Dao của ca sĩ Chung Tử Lưu. Thời gian này cô bắt đầu theo học nhạc lý với ca nhạc sĩ Duy Khánh.
Trong sự nghiệp ca hát của mình, cô chỉ hát cho hai trung tâm là Ca Dao và Phượng Hoàng dù vài lần ca nhạc sĩ Duy Khánh muốn giới thiệu cô đến trung tâm lớn hơn nhưng cô đã từ chối. Trời phú cho cô chất giọng rung ngân rất đặc biệt nên mỗi khi cô cất tiếng hát thì không thể lẫn với bất kỳ ca sĩ nào, mỗi bài hát cô thể hiện đều dạt dào cảm xúc như đưa người nghe quay về với những hoài niệm xa xưa. Nhiều người có nhận xét giọng hát của cô có sự pha trộn giữa cách luyến láy của ca sĩ Hoàng Oanh và nét ngọt ngào của ca sĩ Hương Lan bởi hai ca sĩ này là thần tượng âm nhạc của cô, ngoài ra cô còn là nữ ca sĩ có chất giọng trầm buồn rất riêng. Nhưng có người lại không hiểu được tiếng hát của cô nên đã nhận xét giọng cô có nét giống ca sĩ Giao Linh, Lưu Hồng và Thiên Trang như trong bài viết chú thích này.
Khi trên đỉnh cao sự nghiệp, cô đã chọn cách lui về cuộc sống gia đình. Sau này, cô ít khi xuất hiện trong băng đĩa nhạc mà chỉ xuất hiện trong các sân khấu góp vui, từ thiện và làm một nha sĩ ở Houston, Texas.. Dù hiếm khi xuất hiện và chưa từng đứng trên sân khấu lớn nhưng những bản nhạc cô hát cho trung tâm Ca Dao vẫn phủ sóng trên các kênh nhạc vàng và được sự quan tâm đón nhận từ nhiều khán thính giả yêu mến dòng nhạc xưa. Cho đến năm 2019 nhận lời mời từ Quang Lập, cô về Việt Nam sau hơn 30 năm định cư ở Hoa Kỳ và trình diễn một số bài hát trên kênh Giọng ca để đời.

## Băng đĩa
Danh sách này không đầy đủ, bạn cũng có thể giúp mở rộng danh sách.

### Trung tâm Ca Dao
| Năm  | Mã đĩa | Tên album                                         | Chung với               |
| ---- | ------ | ------------------------------------------------- | ----------------------- |
| 1997 | CDCD24 | Đêm nguyện cầu                                    | Trường Vũ, Chung Tử Lưu |
| 1998 | CDCD25 | Năm cụm núi quê hương                             | Phi Nhung, Trường Vũ    |
| 1998 | CDCD28 | Buồn trong kỷ niệm                                | Trường Vũ               |
| 1998 | CDCD26 | Chuyện ông đồ già                                 | Chung Tử Lưu, Phi Nhung |
| 1998 | CDCD29 | Tám nẻo đường thành                               |                         |
| 1998 | CDCD32 | Túy ca                                            | Trường Vũ               |
| 1998 | CDCD34 | Nhớ một người                                     | Trường Vũ               |
| 1998 | CDCD35 | Hồng Trúc tuyệt phẩm 2 : Cho người vào cuộc chiến |                         |
| 1999 | CDCD41 | Ca Dao Nonstop Chachacha                          |                         |
| 1999 | CDCD43 | Những chuyến xe trong cuộc đời                    | Phi Nhung, Trường Vũ    |
| 1999 | CDCD44 | Phiên khúc chiều mưa                              | Phi Nhung, Lâm Gia Minh |
| 1999 | CDCD50 | Vọng về tim                                       | Trường Vũ               |
| 1999 | CDCD51 | Hình ảnh người em không đợi                       | Trường Vũ               |
| 1999 | CDCD45 | Chiều thương đô thị                               | Lâm Gia Minh            |
| 1999 | CDCD84 | Lạnh trọn đêm mưa                                 | Lâm Gia Minh            |
| 1999 | CDCD89 | Cho người tình nhỏ                                | Trường Vũ               |
| 1999 | CDCD90 | Dang dở - Lối thu xưa                             | Trường Vũ, Quang Lê     |
| 1999 | CDCD99 | Xin tròn tuổi loạn                                | Trường Vũ, Lâm Gia Minh |

| Mã đĩa  | Tên album                                       |
| ------- | ----------------------------------------------- |
| CDCD29  | Hồng Trúc Tám nẻo đường thành                   |
| CDCD35  | Hồng Trúc Tuyệt phẩm 2 Cho người vào cuộc chiến |
| CDCD37  | Hồng Trúc 3 Thương về vùng hỏa tuyến            |
| CDCD45  | Hồng Trúc 4 Đôi bóng                            |
| CDCD60  | Hồng Trúc 5 Căn nhà ngoại ô                     |
| CDCD63  | Hồng Trúc 6 Xin trả tôi về                      |
| CDCD83  | Hồng Trúc 7 Cay đắng bờ môi                     |
| CDCD106 | Hồng Trúc 8 Nắng đẹp miền Nam                   |
| CDCD112 | Hồng Trúc 9 Tâm sự đời tôi                      |
| CDCD113 | Hồng Trúc 10 Như lúa đơm hoa                    |
| CDCD114 | Hồng Trúc 11 Những bài tình ca mùa đông         |
| CDCD115 | Hồng Trúc 12 Quê mẹ                             |
| CDCD116 | Hồng Trúc 13 Rừng lá thấp                       |
| CDCD117 | Hồng Trúc 14 Kể chuyện trong đêm                |
| CDCD118 | Hồng Trúc 15 Tình cố đô                         |

### Trung tâm Phượng Hoàng
| Năm  | Mã đĩa | Tên album                            | Chung với            |
| ---- | ------ | ------------------------------------ | -------------------- |
| 2000 | PHCD82 | Chỉ có bạn bè thôi                   | Trường Vũ            |
| 2000 | PHCD84 | Tình ca lính 4 : Tình Anh Lính Chiến | Phi Nhung, Trường Vũ |
| 2000 | PHCD87 | Tình ca lính 6 : Ngày trở về         | Trường Vũ            |
| 2000 | PHCD88 | Xa người mình yêu                    | Trường Vũ            |

### Trung tâm khác
Văn Nghệ Việt Nam CD 2 - Đoản Xuân Ca (2000) (V.A.)